# Clematis munroiana
Clematis munroiana là một loài thực vật có hoa trong họ Mao lương. Loài này được Wight mô tả khoa học đầu tiên năm 1840.